# 坎特-丰瑟格里沃
坎特-丰瑟格里沃（法語：Quint-Fonsegrives，法語發音：[kɛ̃t fɔ̃səɡʁiv]）是法国上加龙省的一个市镇，属于图卢兹区。

## 历史
该市镇原名坎特（Quint），其为组成该市镇的村庄之一。第二次世界大战后，该市镇的中心由坎特村转移至市镇内的另一村庄丰瑟格里沃（Fonsegrives）。1992年，该市镇更名为今天的“坎特-丰瑟格里沃”（Quint-Fonsegrives）。

## 地理
坎特-丰瑟格里沃（43°35'5"N, 1°31'34"E）面积7.38 平方千米，位于法国奧克西塔尼大區上加龙省，该省份为法国西南部内陆省份，西南端与西班牙接壤，自此顺时针与上比利牛斯省、热尔省、塔恩-加龙省、塔恩省、奥德省和阿列日省接壤。
与坎特-丰瑟格里沃接壤的市镇（或旧市镇、城区）包括：弗卢朗斯、艾格尔弗耶、巴尔马、德雷米勒-拉法日、洛泽尔维尔、圣奥朗斯-德加姆维尔、圖盧茲。
坎特-丰瑟格里沃的时区为UTC+01:00、UTC+02:00（夏令时）。

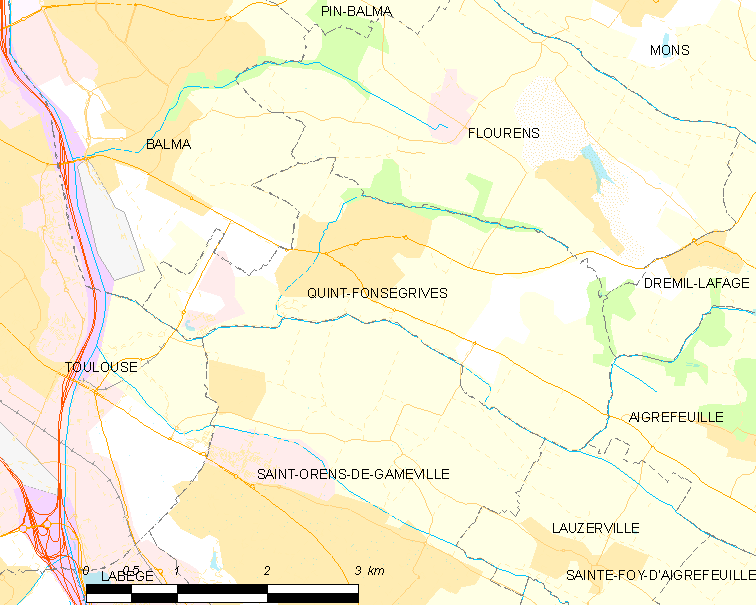
坎特-丰瑟格里沃的OSM定位图

## 行政
坎特-丰瑟格里沃的邮政编码为31130，INSEE市镇编码为31445。

## 政治
坎特-丰瑟格里沃所属的省级选区为图卢兹第十县。

## 人口

1962-2008年间坎特-丰瑟格里沃人口变化图示

坎特-丰瑟格里沃于2022年1月1日时的人口数量为6059人。